# ما سانیی
ما سانیی (انگلیسی: Ma Sanyi؛ زادهٔ ۱ ژوئن ۱۹۸۲) کشتی‌گیر اهل چین بود. وی در بازی‌های المپیک تابستانی ۲۰۰۸ شرکت کرده‌است.